# Neivamyrmex guyanensis
Neivamyrmex guyanensis es una especie de hormiga guerrera del género Neivamyrmex, subfamilia Dorylinae. Esta especie fue descrita científicamente por Santschi en 1916.